# Папуш Олександр Сергійович
Олександр Сергійович Папуш (нар. 2 червня 1996, Жданов, Донецька область, Україна) — український футболіст, півзахисник.

## Життєпис
Вихованець маріупольського «Іллічівця», який раніше називався «Металург». У чемпіонаті України дебютував 23 липня 2005 року в матчі проти донецького «Металурга» (0:0), Папуш вийшов на поле в доданий час замість Едуарда Цихмейструка. У січні 2008 року був на перегляді в овідіопольському «Дністрі». 
На початку 2008 року перейшов у мінський «Локомотив». У чемпіонаті Білорусі 2008 провів 26 матчів і забив 2 м'ячі. У січні 2009 року підписав договір з бересейським «Динамо». 2010 року уклав договір з «Торпедо-БелАЗ». У січні 2012 року Папуш повертається у клуб «Динамо-Берестя». 
У січні 2013 року став гравцем казахстанського «Кайсара» з міста Кизилорда. У Першій лізі Казахстану провів 12 матчів і забив 2 м'ячі. Влітку 2013 року підписав договір з клубом «Ведрич-97», який виступав у Першій лізі Білорусі. У команді взяв 12 номер. Взимку 2014 року залишив команду через завершення строку договору.
З квітня 2014 року почав виступати в чемпіонаті окупованого Криму за ялтинську «Жемчужину». Проте влітку 2014 року, після переходу «Жемчужини» в російську ПФЛ (третій дивізіон), його не допустили до участі в змаганнях, незважаючи на наявність російського громадянства.
З березня 2015 року перебував у складі «Іслочі», де й розпочав сезон 2015. Допоміг клубу перемогти в Першій лізі і вийти у Вищу. У сезоні 2016/17 років залишався гравцем основи «Іслочі», виступав зазвичай на позиції правого захисника.
У січні 2018 року продовжив договір з «Іслочью», проте в лютому за підсумками справи про договірні матчі отримав від Дисциплінарного комітету АБФФ дворічну дискваліфікацію, через що був змушений покинути команду. Після відходу з «Іслочі» почав працювати в Україні, іноді підтримуючи форму з білоруським клубом.

## Досягнення
- Перша ліга Білорусі
  -  Чемпіон (1): 2015